# 후지산역
후지산역(일본어: 富士山駅, ふじさんえき)은 일본 야마나시현 후지요시다시에 위치하는 철도역이다.

## 타는 곳
| 1 |                | 사용하지 않음                    |
| 2 | ■ 후지 급행 선 | 후지큐 하이랜드·가와구치 호 방면 |
| 3 | ■ 후지 급행 선 | 쓰루 시·오쓰키·다카오·도쿄 방면  |

이 역을 시종착역으로 하여 운행하는 열차는 없으며, 스위치백을 해서 운행을 한다.
예를 들어 오쓰키역에서 출발하는 열차는 이 역에서 스위치백을 해서 가와구치 호 역까지 운행을 한다.

## 역세권 정보
- 국도 제137호선
- 국도 제139호선

## 역사
- 1929년 6월 19일: 영업 개시.

## 인접한 역들
| 후지 급행 ■ 오쓰키 선 ■ 가와구치 호 선 | 후지 급행 ■ 오쓰키 선 ■ 가와구치 호 선 | 후지 급행 ■ 오쓰키 선 ■ 가와구치 호 선 |
| -------------------------------------- | -------------------------------------- | -------------------------------------- |
| 쓰루 문과대학앞 오쓰키 방면            | 후지 산 특급                           | 후지큐 하이랜드 가와구치 호 방면       |
| 겟코지 오쓰키 방면                     | 보통                                   | 후지큐 하이랜드 가와구치 호 방면       |